# محمدرضا رضایی (فوتبالیست)
محمدرضا رضایی (زادهٔ ۲۴ خرداد ۱۳۸۰ در تهران) بازیکن فوتبال اهل ایران است که در پست مدافع برای باشگاه ملوان بندر انزلی در لیگ برتر فوتبال ایران بازی می‌کند. او سابقه بازی در شمس‌آذر قزوین و تیم ملی فوتبال امید ایران را دارد.

## دوران حرفه‌ای
رضایی فوتبال را از رده‌های پایه باشگاه استقلال تهران آغاز کرد و سه سال در تیم امید این باشگاه حضور داشت. در ادامه به تیم شمس‌آذر قزوین پیوست و با این تیم در فصل ۱۴۰۲–۱۴۰۱ قهرمان لیگ آزادگان شد و به لیگ برتر صعود کرد. او در فصل نخست حضور در لیگ برتر ۲۵ بازی انجام داد و یک گل نیز به ثمر رساند.
او در سال ۱۴۰۲ به ملوان بندر انزلی پیوست و در ۱۴ بازی، دو گل زد که یکی از آن‌ها نامزد دریافت عنوان «بهترین گل فصل» در برنامه فوتبال برتر شد.

## تیم ملی
در آبان ۱۴۰۲، رضایی به تیم ملی امید ایران دعوت شد.

## افتخارات
- قهرمانی لیگ یک با شمس‌آذر قزوین و صعود به لیگ برتر[۹]
- نایب‌قهرمانی جام حذفی فوتبال ایران با ملوان بندر انزلی
- قهرمانی تهران در رده امیدها با استقلال

## آمار بازی‌ها
در مجموع، رضایی در دو فصل لیگ برتر ۳۹ بازی انجام داده و ۳ گل به ثمر رسانده‌است.